# Равна Дубрава
Равна Дубрава је насеље у Србији у општини Гаџин Хан у Нишавском округу. Према попису из 2022. било је 157 становника (према попису из 1991. било је 727 становника). Насеље се налази у подножју Суве Планине у котлини званој Заплање.

## Демографија
У насељу Равна Дубрава живи 414 пунолетних становника, а просечна старост становништва износи 60,9 година (58,9 код мушкараца и 63,9 код жена). У насељу има 85 домаћинства, а просечан број чланова по домаћинству је 1,85.
Ово насеље је насељено Србима, а у последња три пописа примећен је пад у броју становника.
|  |

| Демографија | Демографија | Демографија |
| Година      | Становника  | Становника  |
| ----------- | ----------- | ----------- |
| 1948.       | 1.232       |             |
| 1953.       | 1.228       |             |
| 1961.       | 1.201       |             |
| 1971.       | 1.039       |             |
| 1981.       | 884         |             |
| 1991.       | 727         | 625         |
| 2002.       | 450         | 499         |
| 2011.       | 300         |             |
| 2022.       | 157         |             |

| Етнички састав према попису из 2002.‍ | Етнички састав према попису из 2002.‍ | Етнички састав према попису из 2002.‍ | Етнички састав према попису из 2002.‍ | Етнички састав према попису из 2002.‍ |
| ------------------------------------ | ------------------------------------ | ------------------------------------ | ------------------------------------ | ------------------------------------ |
|                                      |                                      |                                      |                                      |                                      |
| Срби                                 | Срби                                 |                                      | 449                                  | 99,77%                               |
| непознато                            | непознато                            |                                      | 1                                    | 0,22%                                |

| Година пописа     | 1948. | 1953. | 1961. | 1971. | 1981. | 1991. | 2002. |
| ----------------- | ----- | ----- | ----- | ----- | ----- | ----- | ----- |
| Број домаћинстава | 221   | 223   | 255   | 262   | 265   | 247   | 194   |

| Број чланова      | 1  | 2  | 3  | 4  | 5 | 6 | 7 | 8 | 9 | 10 и више | Просек |
| ----------------- | -- | -- | -- | -- | - | - | - | - | - | --------- | ------ |
| Број домаћинстава | 58 | 81 | 21 | 17 | 7 | 6 | 4 | 0 | 0 | 0         | 2,32   |

| Пол    | Укупно | Неожењен/Неудата | Ожењен/Удата | Удовац/Удовица | Разведен/Разведена | Непознато |
| ------ | ------ | ---------------- | ------------ | -------------- | ------------------ | --------- |
| Мушки  | 212    | 37               | 144          | 23             | 7                  | 1         |
| Женски | 212    | 19               | 142          | 49             | 2                  | 0         |
| УКУПНО | 424    | 56               | 286          | 72             | 9                  | 1         |

| Пол    | Укупно                    | Пољопривреда, лов и шумарство | Рибарство                            | Вађење руде и камена | Прерађивачка индустрија       |
| ------ | ------------------------- | ----------------------------- | ------------------------------------ | -------------------- | ----------------------------- |
| Мушки  | 129                       | 94                            | 0                                    | 0                    | 19                            |
| Женски | 97                        | 80                            | 0                                    | 0                    | 11                            |
| УКУПНО | 226                       | 174                           | 0                                    | 0                    | 30                            |
| Пол    | Производња и снабдевање   | Грађевинарство                | Трговина                             | Хотели и ресторани   | Саобраћај, складиштење и везе |
| Мушки  | 0                         | 3                             | 4                                    | 1                    | 4                             |
| Женски | 0                         | 0                             | 3                                    | 0                    | 0                             |
| УКУПНО | 0                         | 3                             | 7                                    | 1                    | 4                             |
| Пол    | Финансијско посредовање   | Некретнине                    | Државна управа и одбрана             | Образовање           | Здравствени и социјални рад   |
| Мушки  | 0                         | 0                             | 2                                    | 1                    | 0                             |
| Женски | 0                         | 0                             | 0                                    | 1                    | 2                             |
| УКУПНО | 0                         | 0                             | 2                                    | 2                    | 2                             |
| Пол    | Остале услужне активности | Приватна домаћинства          | Екстериторијалне организације и тела | Непознато            | Непознато                     |
| Мушки  | 0                         | 0                             | 0                                    | 1                    | 1                             |
| Женски | 0                         | 0                             | 0                                    | 0                    | 0                             |
| УКУПНО | 0                         | 0                             | 0                                    | 1                    | 1                             |

## Галерија
- Улица
- Засеок
- Куће